# Krzysztof Zaremba
Krzysztof Piotr Zaremba (ur. 12 grudnia 1972 w Szczecinie) – polski polityk, z wykształcenia politolog, w latach 2001–2007 i 2015–2019 poseł na Sejm IV, V i VIII kadencji, w latach 2007–2011 senator VII kadencji.

## Życiorys
Jest wnukiem pierwszego polskiego prezydenta Szczecina – Piotra Zaremby. W 1997 ukończył studia z zakresu politologii na Wydziale Humanistycznym Uniwersytetu Szczecińskiego. Był prezesem zachodniopomorskiego Ruchu Stu. W latach 1998–2001 był radnym Szczecina z listy Akcji Wyborczej Solidarność.
Od 2001 do 2006 przewodniczył zarządowi regionu zachodniopomorskiego Platformy Obywatelskiej. W 2001 i 2005 uzyskiwał mandat poselski z listy tej partii w okręgu szczecińskim. W wyborach parlamentarnych w 2007 z ramienia PO w tym samym okręgu został wybrany na senatora, otrzymując 203 922 głosy. 23 kwietnia 2009 zrezygnował z członkostwa w Platformie Obywatelskiej i w klubie parlamentarnym tej partii, a kilka dni później został kandydatem komitetu Libertas w wyborach do Parlamentu Europejskiego w okręgu gorzowskim. Bezskutecznie ubiegał się o mandat europosła w tym okręgu, uzyskując 5917 głosów. 3 sierpnia 2010 dołączył do klubu parlamentarnego Prawa i Sprawiedliwości. W wyborach samorządowych w tym samym roku zajął 3. miejsce spośród 7 kandydatów ubiegających się o urząd prezydenta Szczecina, uzyskując 17,89% głosów. W 2011 został członkiem PiS.
W wyborach parlamentarnych w tym samym roku był kandydatem PiS do Senatu w okręgu szczecińskim, nie uzyskał reelekcji. W 2014 został natomiast wybrany na radnego sejmiku zachodniopomorskiego V kadencji.
W 2015 został ponownie wybrany do Sejmu z listy PiS w okręgu szczecińskim, otrzymując 7857 głosów. W wyborach w 2019 nie uzyskał poselskiej reelekcji. W 2020 powołany na prezesa zarządu przedsiębiorstwa Morska Stocznia Remontowa Gryfia; został odwołany z tej funkcji w styczniu 2024. Wchodził także w skład rady nadzorczej Zarządu Morskich Portów Szczecin i Świnoujście. W wyborach w 2023 ponownie był kandydatem PiS do Sejmu.